# Demagnetizacija
Demagnetizacija je uklanjanje magnetizma. Izvodi se tako da se materijal podvrgava magnetskomu polju, počevši od snažnoga magnetskoga polja (zasićenja), postupnim slabljenjem sve do nulte vrijednosti. Koristi se za brisanje podataka s magnetskih medija. Demagnetizacija broda naziva se degausacija.

## Magnetizam
Magnetizam (prema magnetu koje dolazi od lat. magnes, genitiv magnetis < grč. Μαγνῆτıς λίϑος: kamen iz Magnezije) je skup pojava povezanih s magnetskim poljem i s ponašanjem tvari u magnetskom polju. Magnetska svojstva tvari potječu od magnetskih momenta atoma i njihovih međudjelovanja koja mogu stvoriti kolektivno magnetsko uređenje. Magnetizam atoma posljedica je magnetizma elektrona i atomske jezgre i njihovih međudjelovanja. Razlikuje se orbitalni magnetski moment, zbog gibanja elektrona oko atomske jezgre, i spinski magnetski moment, kao vlastito kvantnomehaničko svojstvo elektrona i jezgre. S obzirom na ponašanje u magnetskom polju, sve se tvari odlikuju svojom magnetskom permeabilnošću. Tako se mogu razlikovati dijamagnetične, paramagnetične, feromagnetične, ferimagnetične i antiferomagnetične tvari.